# إبراهيم بن القاسم الشهاري
هو إبراهيم بن القاسم بن المؤيد بالله محمد بن الإمام القاسم الحسينى الشهارى (ت. 1143هـ/1730) مؤرخ من أهل شهارة باليمن. أرسله المنصور بن المتوكل حاكما على تعز فاستمر فيها إلى أن توفى فيها. ألف عدة كتب منها: طبقات الزيدية المسمى «نسمات الأسحار في طبقات رواة كتب الفقة والأخبار» وهو مخطوط. وتوفي سنة (1143هـ/1730).